# Jews and Baseball: An American Love Story
Jews and Baseball: An American Love Story – amerykańsko-kanadyjski film dokumentalny w reżyserii zdobywcy wielu nagród Petera Millera. Scenariusz został napisany przez wyróżnionego Nagrodą Pulitzera – Irę Berkow. Narratorem jest Dustin Hoffman, zdobywca Oscara.

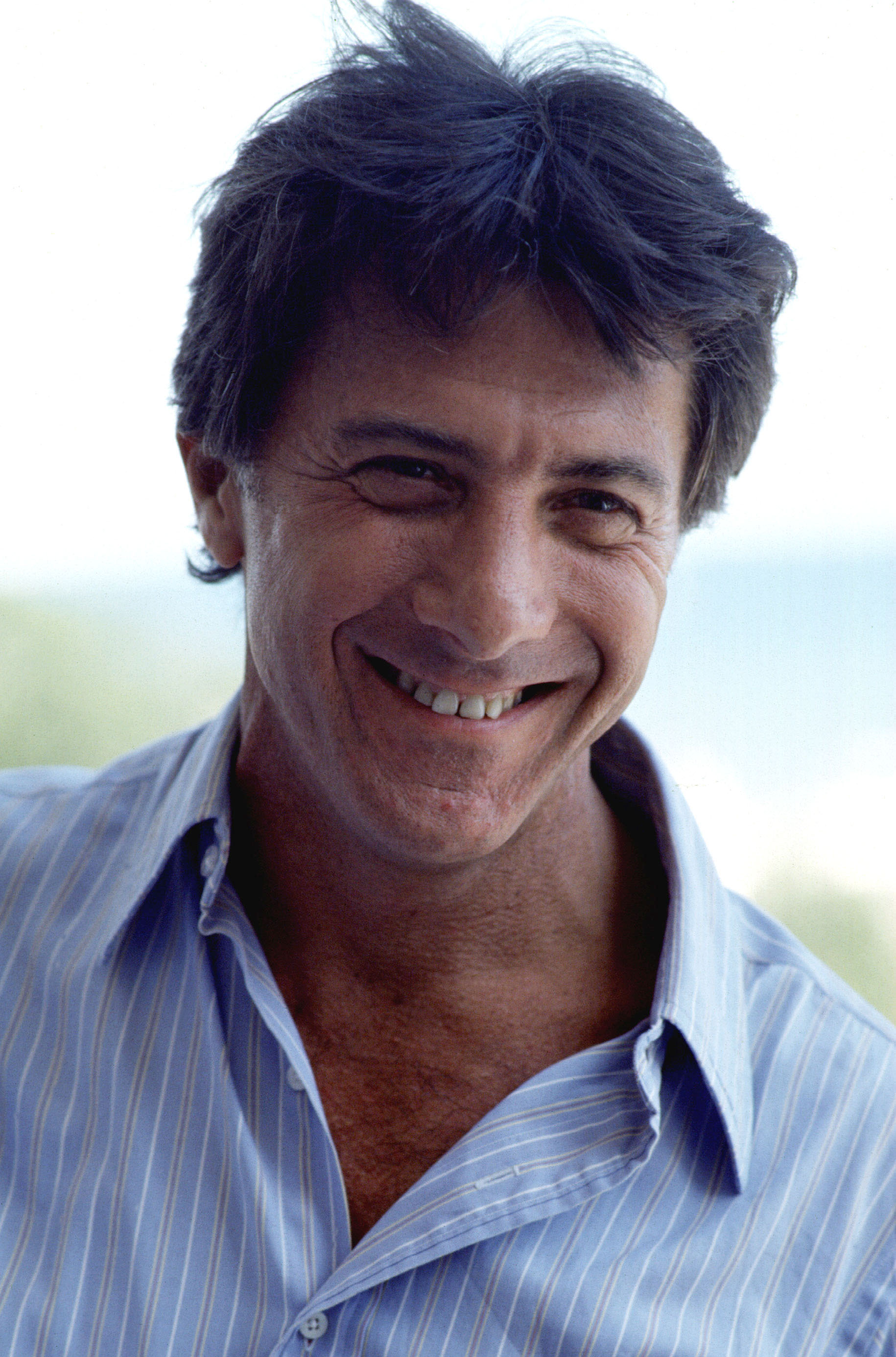
Dustin Hoffman

Film opowiada o graczach amerykańskiego baseballu pochodzenia żydowskiego.

## Premiera
Odbyło się wiele znaczących prezentacji filmy na festiwalach takich jak:
- Jerozolimski Festiwal Filmowy (15/16 lipca 2010 roku)
- Stony Brook Film Festival (25 lipca 2010 roku)
- Festiwal Filmów Żydowskich w San Francisco (25 lipca 2010 roku)
- Rhode Island International Film Festival (10-15 sierpnia 2010 roku)
- Festiwal Filmowy w Jacksonville (14 i 16 października 2010 roku)[4].

Film został również zrealizowany w postaci teatralnej w Nowym Jorku, Los Angeles i wielu innych miastach. DVD zostało wydane przez New Video Group w kwietniu 2011 roku.

## Fabuła
Film zaczyna się fragmentem satyrycznego filmu lat osiemdziesiątych Airplane!, w którym stewardesa poproszona przez pasażera o cokolwiek „lekkiego” do czytania, oferuje ulotkę Słynne Żydowskie Legendy Sportowe.
Film opowiada o kluczowych żydowskich graczach począwszy od powstania baseballu jako dyscypliny sportowej w latach sześćdziesiątych oraz o tym, jak sport pozwolił Żydom zasymilować się oraz przeciwdziałać stereotypie żydowskiego człowieka wykształconego ale niezwiązanego ze sportem czy aktywnością fizyczną.
Częściowo film porusza takie kwestie jak imigracja i asymilacja z amerykańskim społeczeństwem, fanatyzm w działaniach przeciwko Żydom, przekazywanie tradycji żydowskich oraz heroiczne przełamywanie stereotypów.
Reżyser Miller mówi: Najważniejszym aspektem filmu jest przedstawienie tej opowieści w świetle pokonywania stereotypów dotyczących Żydów.
Historia zmarginalizowanych ludzi odnajdujących swoją drogę w amerykańskim środowisku oferuje nam lekcję o tym, że talent i wyjątkowe zdolności powinny zawsze przekraczać uprzedzenia. Przy jednoczesnym zachowywaniu swoich tożsamości narodowych i odrębności kulturowej ci, którzy potrafią doskonale biegać, rzucać i podawać piłkę mogą być częścią ekscytującej i emocjonującej narodowej gry Amerykanów.
Dokument zawiera rzadkie archiwalne fotografie oraz muzykę zaczynając od Bennego Goodmana poprzez Yo-Yo Ma kończąc na zespole Rush.

### Baseballiści wspomniani w dokumencie
Film przedstawia gracza Ala Rosena rekruta roku 1950 i najlepszego zawodnika meczu w 1953 roku oraz Moe Berga, Lipmana Pike (trzykrotny przewodniczący biegów krajowych), miotacza Barneya Pelty’ego, Sama Nahema, Moe Salomona oraz Shawna Greena. Dodatkowo dokument przedstawia nam postaci Norma Sherry'ego, Rona Blomberga, Elliota Maddoxa i Boba Fellera.

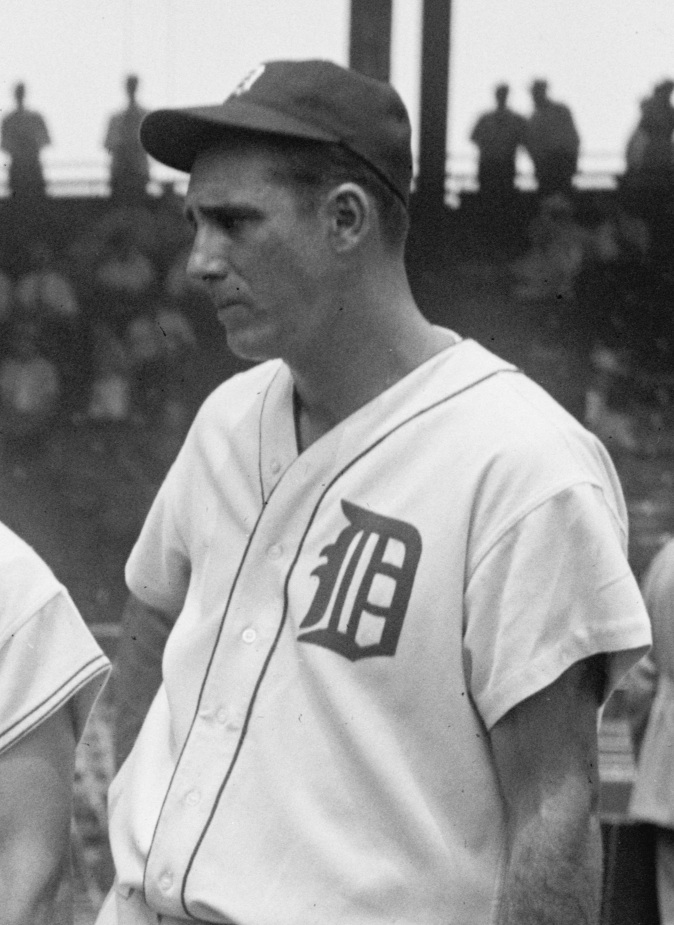
Hank Greenberg

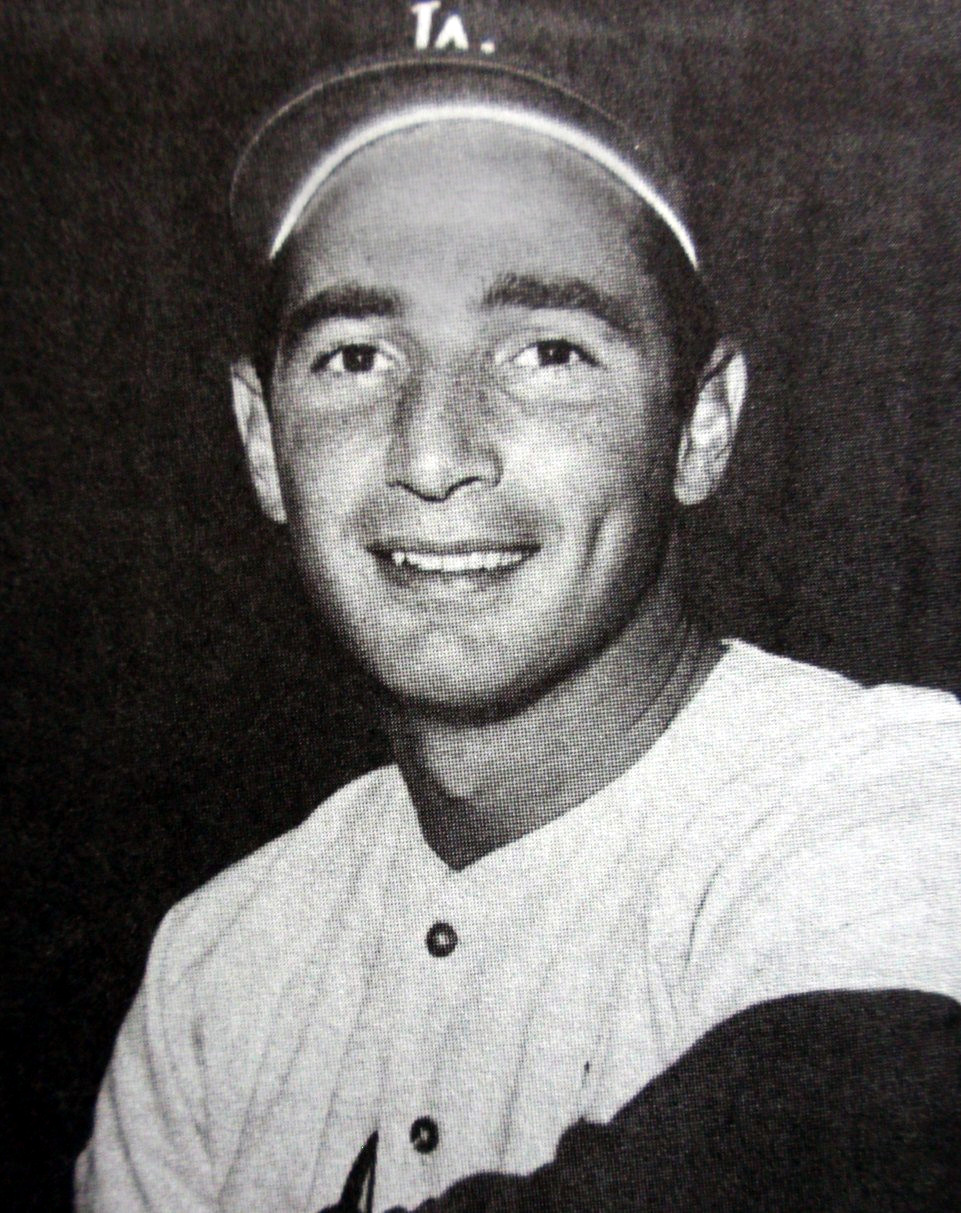
Sandy Koufax

Scenariusz skupia się głównie na dwóch graczach. Jednym z nich jest Hank Greenberg – dwukrotny amerykański najlepszy zawodnik meczu. Drugi to miotacz, Sandy Koufax, uhonorowany tytułem zasłużonego zawodnika amerykańskiego baseballu, którego nazwisko możemy zobaczyć w Narodowym Muzeum Baseballu w Cooperstown, w stanie Nowy Jork.

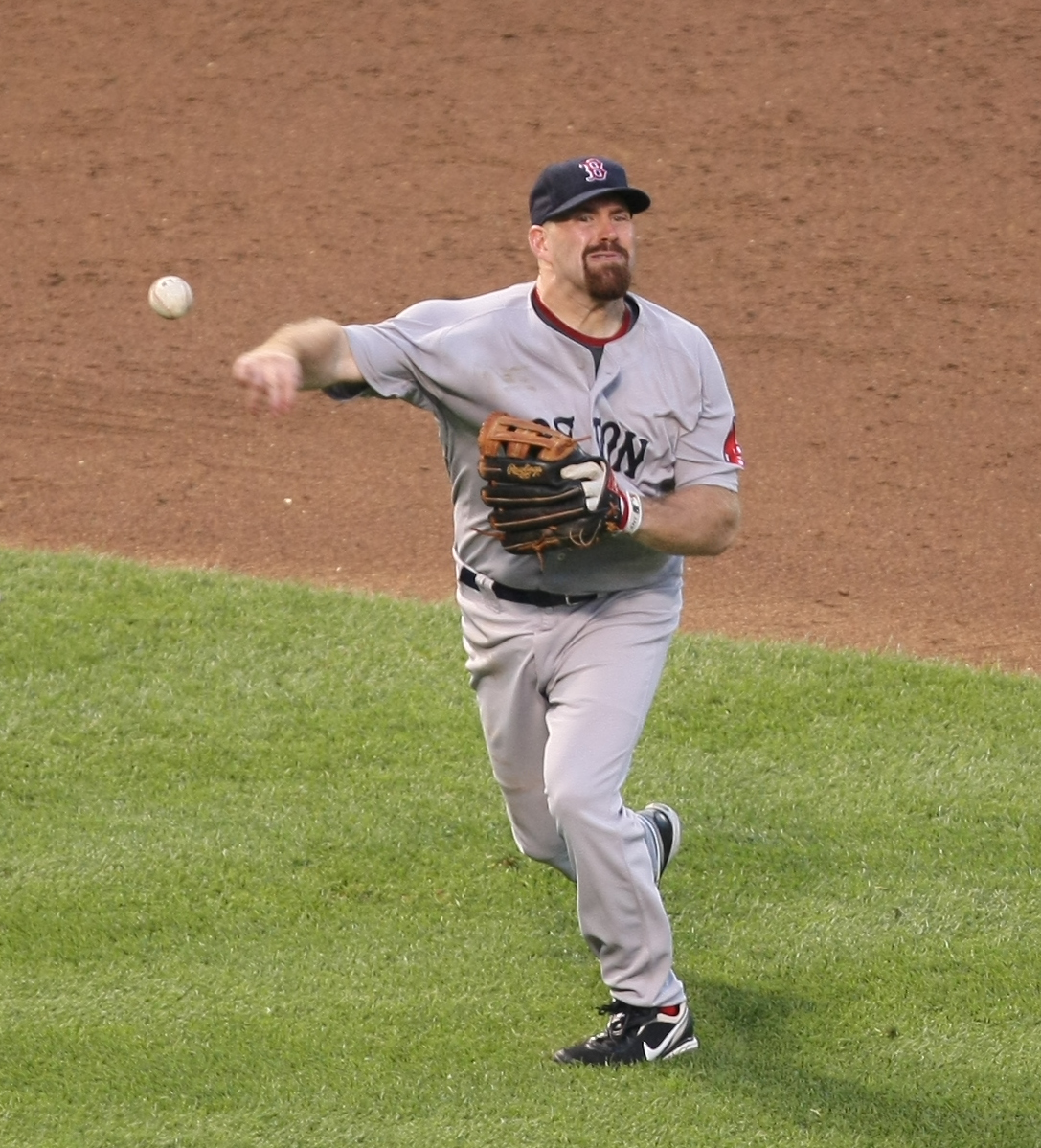
Kevin Youkilis

Obecnie grający zawodnicy to na przykład: Kevin Youkilis, Ian Kinsler czy Ryan Braun.
Youkilis zaznacza w filmie: To jest coś z czego prawdopodobnie nie zdam sobie sprawy aż do momentu zakończenia kariery, jak dużo osób mi kibicuje i dopinguje mnie. I to nie tylko za moje wyniki w grze. To również z powodu faktu, że reprezentuję moich rodaków i wiele ze spuścizny naszego narodu oraz walkę, którą wielu z naszych ludzi musi podejmować.

## Nagrody
Dokument otrzymał Nagrodę Akademii Filmowej za najlepszy montaż na Festiwalu Filmowym w Breckenridge w uznaniu za pracę Amy Linton, Nagrodę Publiczności w 2011 roku na Festiwalu Filmów Żydowskich w Phoenix oraz Nagrodę Publiczności dla Najlepszego Filmu Dokumentalnego w 2011 roku na Festiwalu Filmów Żydowskich w Seattle.

## Ciekawe fakty
Dustin Hoffman nie zajmuje się narracją filmów, dlatego początkowo odrzucił propozycję współpracy przy produkcji filmu. Jednakże przeczytaniu scenariusza, zmienił swoją decyzję, mówiąc:Ten film opowiada o zajadłości ale i przezwyciężaniu antysemityzmu, o dyskryminacji i tych problemach, pośród których dorastałem. To naprawdę ma dla mnie znaczenie.
Stereotyp Żyda jako człowieka niemającego nic wspólnego ze sportem, jak i antysemityzm, były dwoma problemami, z jakimi musieli się zmagać żydowscy baseballiści. Znany ze swych radykalnych, antyżydowskich poglądów, Henry Ford, napisał w maju 1920 roku: Jeśli fani chcieliby poznać przyczynę kłopotów amerykańskiego baseballu, można to zawrzeć w trzech słowach- za dużo Żydów. Znacząca liczba żydowskich graczy zmieniała nazwiska tak, by nie można było poznać ich rzeczywistego pochodzenia.

## Opinie krytyków
Kenneth Turan z The Los Angeles Times pisze: Ciepły i ekscytujący film nie tylko pozostaje wiernym swojemu tytułowi...ale również dostarcza nam odrobinę czegoś więcej. John Anderson pisze w magazynie Variety: Ze wspaniałą narracją Dustina Hoffmana „Jews and Baseball” okazuje się skuteczną i spektakularną próbą wykorzystania archiwalnych materiałów filmowych.
Andrew Shenker z Time Out New York opisuje film jako serdeczne kompendium zabawnych faktów i barwnych postaci...może okazać się nie do odparcia dla fanów baseballu, nie tylko pochodzenia żydowskiego.
Newsday pisze: Poruszający, odkryczwy i czuły. „Jews and Baseball” robi niesamowitą robotę..Mark Dawidziak dla The Plain Dealer: To ujmujący film o rześkim tempie.